# أولاد ماضي
أولاد ماضي، مدينة وبلدية تابعة إقليميا لدائرة شلال بولاية المسيلة الجزائرية.

## أعلام
- محمد بوضياف